# Grimoire
Cet article possède un paronyme, voir Grimouard.

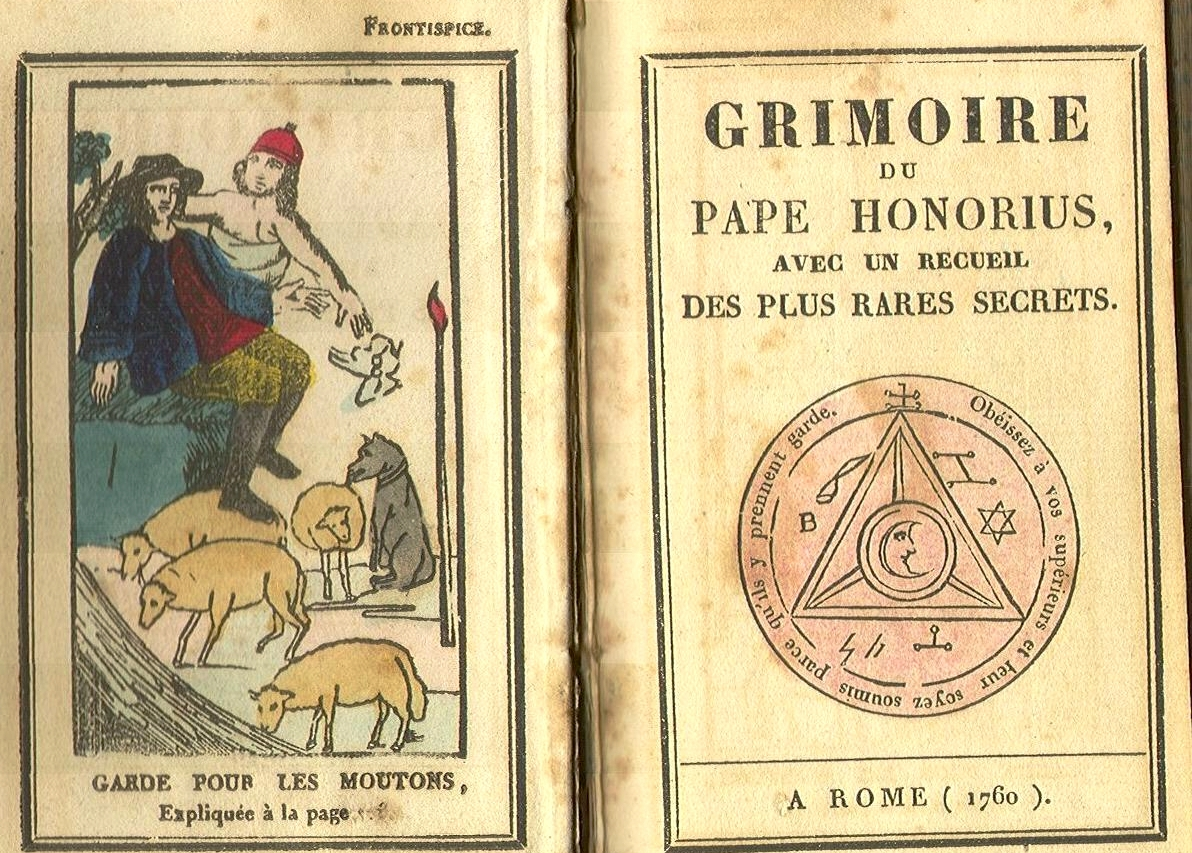
Grimoire du pape Honorius (datant de 1760).

Un grimoire est un livre de magie comprenant habituellement des instructions sur la façon de lancer des sorts, créer des enchantements, se livrer à la divination, fabriquer des objets magiques tels que les talismans et les amulettes ou encore invoquer des entités surnaturelles : anges, démons, esprits ou divinités. On a parfois attribué certaines propriétés magiques aux grimoires eux-mêmes, tout comme certains textes sacrés (tels la Bible), supposés posséder eux aussi des propriétés surnaturelles intrinsèques. Parfois confondu avec le Livre des Ombres, un grimoire ne contient pourtant pas d'écrits à caractère personnel. C'est avant tout un recueil d'informations sur la pratique de la magie.
Bien que le terme grimoire, d'origine européenne, fasse référence aux livres utilisés par les magiciens et sorciers d'Europe à travers l'Histoire, l'historien Owen Davies relève que des ouvrages de nature similaire se retrouvent dans de nombreux pays du monde, depuis la Jamaïque jusqu'à Sumatra. Il note également que les premiers grimoires furent créés en Europe et au Proche-Orient.

## Étymologie
Le terme « grimoire » est dérivé de l'ancien français « gramaire », qui désignait l'étude du latin. C'est aussi l'art de la lecture et de l'écriture . Cela rappelle combien poésie et magie sont liées dès leur origine. Le grimoire est un livre qui fixe la bonne forme de la magie, l'enchantement ; la grammaire est un livre qui fixe la bonne forme de la parole (y compris poétique, le chant),.
D'autres, au contraire, considèrent qu'étymologiquement le grimoire n'est pas lié au livre scolaire :
« Grammaire » provient du latin grammatica, la locution ne peut par conséquent pas en être la racine, pas plus que « grimace » ou « galimatias ». Or, à la suite d'observations menées dans le dictionnaire Latin de Félix Gaffiot, « grammatice » signifie conformément aux règles de grammaire et renvoie au terme « grammatica ». Un autre ouvrage montre que le grimoire serait un objet de magie et non d'apprentissage de la langue française ou latine, il s'agit du grimoire publié à Memphis chez Alibeck l'ancien en 1517 qui mentionne le terme Grimorium Verum. S'il faut de même en croire la langue grecque et selon le dictionnaire Grec d'André Coromelasen, le terme grimoire s'exprime par βιβλίον μαγικής σολωμονικής c’est-à-dire : un livre de magie de Salomon. Le fait que le grimoire contienne des noms d'Anges, de Démons, lettres, mots et alphabets magiques sans oublier les signatures des esprits, ainsi que des appellations correspondant à Jésus, à Dieu, vient en grande partie de l'influence judéo-chrétienne[réf. souhaitée] et de la situation propre engrangée par l'inquisition[réf. nécessaire]. Il ne s'agit donc pas d'un manuel de grammaire car la diversité linguistique au sein du grimoire était multiculturelle et qu'un précis de grammaire est en général adapté à une seule langue à la fois. Les langues sont par exemple le grec, tel que « Soter » qui signifie Sauveur ; l'hébreu, comme Adonay ; le latin, comme « Paracletus » ; l'italien par cette formule : pour empêcher une personne de dormir toute la nuit empruntée à Honorius (cinque furono li appicati, linque, linque furono li tana liati vi scongiro per Béelzebut che linque vi fate ache date a tormentar il cuore et le visuere) ainsi que dans d'autres dialectes.
Ces myriades de noms et de langues se retrouvent en abondance à l'intérieur de nombreux livres (Gremoire du Pape Honorius, Enchiridion du Pape Léon, Le véritable Dragon Noir par exemple) et sont souvent déformées d'un livre à l'autre. En effet, Soter devient Sother, Otheos devient ô Theos. Cet étrange mélange assemblé à quelques fautes de copie, intentionnelles ou non, avaient pour but d'égarer soit le profane soit un Inquisiteur[réf. nécessaire], voire les deux.

## Histoire
Les premiers grimoires apparaissent au milieu du XIIIe siècle (ou XIIe siècle selon d'autres)[réf. nécessaire]. On en trouve la liste chez divers auteurs, dont Roger Bacon, Guillaume d'Auvergne dans son De legibus et son De universo, Pietro d'Abano.
Les condamnations de l'Église pleuvent. Le pape Paul IV, en 1557, condamne divers livres de magie : ainsi commence l'Index librorum prohibitorum, qui les listera jusqu'en 1966.[réf. souhaitée]
Ces livres furent imprimés dès le XVIe siècle.[réf. souhaitée]
Ces ouvrages ont fasciné de nombreux écrivains, parmi lesquels John Milton dans Le paradis perdu, Goethe dans son Faust, Gérard de Nerval, Lovecraft.

### Typologie
Les prescriptions (codées) sont tantôt savantes tantôt populaires ; elles relèvent tantôt de la magie blanche, de la théurgie (magie divine), de la médecine, donc d'un but positif, tantôt de la magie noire, de la sorcellerie, du satanisme, donc d'un but destructif. On trouve des grimoires d'astrologie (Picatrix), de magie, de médecine (Le médecin du pauvre), de talismanie (Enchiridion du pape Léon), de satanisme (Grimoire du pape Honorius, Le Grand Grimoire), etc.

### Liste de grimoires
- Cyranides (vers 100) : texte grec : D. Kaimakis, Cyranides, Meisenheim-am-Glan, 1976 ; en traduction latine : Louis Delatte, Textes latins et vieux français relatifs aux Kyranides, Liège, Droz, 1942, 316 p. p. 1-206. C'est un recueil de recettes magiques.
- Pseudo-al-Majrîtî (Picatrix), Le but des sages dans la magie (Ghâyat al-hakîm fi'l-sihr) (Picatrix) (vers 1050), trad. de la version latine (1256) : Le Picatrix. Un traité de magie médiéval, Turnhout (Belgique), Brepols, Miroir du Moyen Âge, 2003, 383 p. Extraits en ligne :
- Le Grand Albert (avec des morceaux remontant en partie à Albert le Grand, au milieu du XIIIe s.). Édi. classique : Admirables secrets d'Albert le Grand, contenant plusieurs traités sur la conception des femmes et les vertus des herbes, des pierres précieuses et des animaux, Cologne, 1703. Édi. par Claude Seignolle : Les Évangiles du diable. Le Grand et le Petit Albert, Paris, Robert Laffont, coll. Bouquins, 1999, 1050 p., pp. 687-806 (Le Grand Albert), 807-895 (Secrets merveilleux de la magie naturelle et cabalistique du Petit Albert). Extraits en ligne du Grand Albert .
- Archidoxis magica, attribué à Paracelse, XVIe siècle.
- Galdrabók, daté vers 1600, grimoire islandais, contenant une collection de 47 sorts accompagnés de sceaux ou symboles magiques islandais. Stephen Flowers (1989). The Galdrabók: An Icelandic Grimoire.
- Enchiridion Leonis papae. Enchiridion du pape Léon (1525, 1601, mais daté de 800, entre Charlemagne et le pape Léon III). Première trad. fr. 1579. Enchiridion du pape Léon : pentacles protecteurs de Pape Léon III, Bussière, coll. "Diffusion scientifique", 1990. Très estimé d'Éliphas Lévi, qui y voit « un recueil de prières allégoriques ayant pour clef les pentacles les plus mystérieux de la kabbale » (Histoire de la magie, IV, 3). Art de découvrir son « propre génie » (son bon ange).
- Grimoire du pape Honorius le Grand, avec un recueil des plus rares secrets (1670, en réalité après 1728 ; daté du pape Honorius III vers 1220)  , Bussière, coll. « Grimoires de magie », 1995, 132 p.
- Le Livre de saint Cyprien : différents grimoires des XVIIe siècle, XVIIIe et XIXe siècles, populaires dans le monde hispanophone et lusophone, et attribués pseudépigraphiquement à saint Cyprien de Nicomédie qui, selon la légende populaire, était un sorcier païen du IVe siècle converti au christianisme[8].
- Le Livre de Romain (Romanus-Büchlein). Grimoire très répandu en Allemagne du XVIIe à la fin du XXe siècle Extraits dans Cl. Lecouteux, Le livre des grimoires, p. 224-247.
- Véritables clavicules de Salomon (vers 1700, mais daté de 1517), Bussière, coll. « Grimoires de magie », 1998, 100 p. Les vrais clavicules du roi Salomon
- Clavicules de Rabbi Salomon et Le livre de la Clavicule de Salomon Roy des Hébreux (fin du XVIIe siècle)[9]
- Le Petit Albert ou Le secret des secrets de nature (1re éd. 1706). Édition classique : Secrets merveilleux de la magie naturelle et cabalistique du Petit Albert, traduits exactement sur l'original latin qui a pour titre : Alberti Parvi Lucii Libellus de mirabilibus naturae arcanis . Le grand et le Petit Albert, Trajectoire, 1999, 391 p.
- Le véritable Dragon rouge, où il est traité de l'art de commander les esprits infernaux, aériens et terrestres, faire apparaître les morts, lire dans les astres, découvrir les trésors, sources minières, etc. (1750 - ?), Bussière, 1999, 105 p. D'après Éliphas Lévi, ce grimoire serait détenteur des clefs de la magie noire, et Papus affirmait que c'était un des rares traités qui détaillait le moyen de faire des pactes avec les démons.
- La Poule noire. Sciences des talismans et anneaux magiques, art de la nécromancie et de la cabale, pour conjurer les esprits aériens et infernaux, les sylphes, les ondins, les gnomes : acquérir la connaissance des sciences secrètes ; découvrir les trésors et obtenir le pouvoir de commander à tous les êtres, déjouer tous les maléfices et sortilèges (XVIIIe s.). In François Ribadeau Dumas, Grimoires et rituels magiques (1972) ; Le véritable dragon rouge plus la poule noire, De Boree, 2008.
- Grimoire est un sous élément de Codex, une collection de sorts nécessaire au bon fonctionnement de la distribution Linux Source Mage
- Le Grimoire d'Ahriman
- Le Grimoire d'Armadel, Editions de la Clef d'Or, 2015.
- Le Grimoire Secret de Turiel, texte anonyme détaillant la procédure d'appel des esprits des planètes, publié en 1995 aux Editions Ramuel et réédité en 2017 aux Editions Chronos Arenam.

### Études sur les grimoires
- Claude Lecouteux, Le Livre des grimoires. De la magie au Moyen Âge, 2002, Imago, 3e éd. revue 2008. Extraits et commentaires.
- François Ribadeau Dumas, Grimoires et rituels magiques (1972), Pré aux clercs, 2008, 529 p. Édition des grands grimoires : Livre des conjurations du pape Honorius, Enchiridion du pape Léon III, Le Dragon rouge", La Poule noire ou le livre de la science du Bien et du Mal, Le Génie et le Trésor du Vieillard des Pyramides, La Chouette noire (suite de la narration du Vieillard), le Rituel de Haute Magie du Pseudo-Henri-Corneille Agrippa de Nettesheim.
- Pierre Saintyves, Les grimoires à oraisons magiques, Nourry, 1926.
- Nicolas Weill-Parot, La magie des grimoires. Petite flânerie dans le secret des bibliothèques, Transboréal, 2009.